# Anelaphus piceus
Anelaphus piceus är en skalbaggsart som först beskrevs av Chemsak 1962.  Anelaphus piceus ingår i släktet Anelaphus och familjen långhorningar. Inga underarter finns listade i Catalogue of Life.